# مکیناو، میشیگان
مکیناو (به انگلیسی: Mackinaw Township) یک منطقهٔ مسکونی در ایالات متحده آمریکا است که در شهرستان چبویگان، میشیگان واقع شده‌است.
 مکیناو ۳۲٫۲ کیلومتر مربع مساحت و ۵۳۹ نفر جمعیت دارد و ۲۱۱ متر بالاتر از سطح دریا واقع شده‌است.